# Цыганов, Николай Фёдорович (изобретатель)
Николай Фёдорович Цыганов (3 февраля 1908 — 24 января 1945) — советский изобретатель, конструктор и руководитель разработок БТ-СВ-2, одного из прототипов Т-34. Участник Великой Отечественной войны, инженер-подполковник.

## Биография
Родился 21.01.(03.02)1908 в с. Татево (сейчас - Бельский район Смоленской области).
В Красной Армии — с 03.11.1930. В 1932 году окончил Автотракторные окружные курсы Украинского военного округа. Сразу начал свою деятельность, как изобретатель танковой техники. Первым его известным изобретением стала автоматическая сцепка для эвакуации танков с поля боя. Занимался вопросами повышения проходимости колёсно-гусеничных танков БТ. Под его руководством в автобронетанковых мастерских Харьковского военного округа изготовили опытные образцы танков БТ-2-ИС и БТ-5-ИС, в которых ведущими были шесть из восьми опорных катков (ИС — Иосиф Сталин).
Параллельно с экспериментальными работами группы Цыганова подобные исследования проводились в Военной академии механизации и моторизации РККА на кафедре танков. Слушатель академии воентехник 1-го ранга А. Я. Дик также занимался этими вопросами. В 1935—1936 годах в журнале «Механизация и моторизация РККА» появились две его статьи по проблемам подвижности танка. По окончании академии А. Я. Дик продолжил службу в Харьковском военном округе в должности инженера 5-й танковой бригады. В феврале 1937 года он участвовал в проведении войсковых испытаний трёх танков БТ-5-ИС, на которых познакомился с Н. Ф. Цыгановым и его работами по созданию танков БТ-5-ИС и БТ-СВ с наклонным расположением броневых листов. Цыганов для улучшения защищённости танка БТ-5 предложил располагать бортовые листы корпуса не вертикально, а под углом.
Требования тактико-технических характеристик к углам наклона броневых листов не были случайны. В феврале 1938 года завершились испытания опытного танка БТ-СВ-2 «Черепаха», спроектированного под руководством Н. Ф. Цыганова. В конструкции корпуса и башни танка броневые листы располагались под большими углами к вертикали. Именно геометрия корпуса и башни танка Т-34 во многом схожа с очертаниями танка БТ-СВ-2.
В 1938 году был направлен на учёбу в Военную академию механизации и моторизации РККА имени И.В. Сталина. Окончил академию в феврале 1942 года в звании инженер-майора. 5 марта 1942 года была сформирована 102-я танковая бригада, куда Цыганова направили на должность помощника командира по технической части. В составе бригады он воевал с июня 1942 по январь 1943 года. Всё это время Цыганов занимался прямой обязанностью — организовывал ремонт танков, повреждённых в боях. В иных случаях за 3-4 дня ремонтники под его командованием восстанавливали до 20 танков.
Позднее Цыганов был отозван в распоряжение Управления командующего БТ и МВ Центрального фронта, где он получил должность инженера-инструктора отдела эксплуатации. Одновременно продолжал конструкторскую деятельность, в первую очередь, по вопроса защиты танков от новых видов снарядов. Результатом стали работы по созданию специальных экранов, которые должны были предохранять танк по периметру. Также стал инициатором работ, впоследствии приведших к появлению противокумулятивных экранов, применявших на советских танках в конце войны.
Старший помощник начальника отдела эксплуатации управления командующего БТ и МВ 1-го Белорусского фронта инженер-подполковник Н. Ф. Цыганов был смертельно ранен в голову 20 января и умер от ран 24 января 1945 года. Посмертно награждён орденом Отечественной войны 1-й степени.

## Награды
- Орден Красной звезды (9 августа 1943)
- Орден Отечественной войны 2-й степени (13 марта 1944)
- Орден Отечественной войны 1-й степени (4 февраля 1945, посмертно)
- Медаль «За боевые заслуги»
- Медаль «За оборону Сталинграда»